# Tudor Vladimirescu rakpart
A Tudor Vladimirescu rakpart (románul: Splaiul Tudor Vladimirescu; korábban Bégabalsor) Temesvár egyik utcája  Erzsébetváros és Józsefváros városrészben. A Vitéz Mihály sugárút (Bulevardul Mihai Viteazu, korábban Püspök út) és a Vitéz Mihály híd (Podul Mihai Viteazu, korábban Podul Mitropolit Andrei Șaguna–Andrei Șaguna metropolita híd, Püspök híd) találkozásánál indul a Béga-csatorna bal partján, keresztezi az 1989. december 16. sugárutat (Bulevardul 16 Decembrie 1989, korábban Hunyadi út) a Mária hídnál (Podul Maria, korábban Podul Traian, Podul Huniade–Hunyadi híd), és a Rahovei utcáig (Strada Rahovei) tart. Folytatása Erzsébetvárosban a Vasile Pârvan sugárút (Bulevardul Vasile Pârvan). Nevét Tudor Vladimirescu havasalföldi fejedelemről kapta.
A 9. szám alatt, a Flavia-palotában működik 2003 óta a német konzulátus.

## Műemlékek
Az utcából egy, az utca épületeinek nagy részét magába foglaló városi helyszín szerepel a romániai műemlékek jegyzékében.
| Házszám | Kép | Megnevezés | Építés dátuma | Műemlék kódja   |
| ------- | --- | --- | ------------- | --------------- |
|         |     | Józsefváros régi városnegyed városi helyszín 9. Flavia-palota 11. Henry Billing háza 12. Marshall-palota 14. Temes–Béga-palota 22–24. Szengház-féle házak Horgony-palota Royal szálló | 19–20. század | TM-II-s-B-06098 |